# 1867 no desporto

## Eventos

### Futebol
- 9 de julho - Fundação do Queen's Park Football Club, na cidade de Glasgow (Escócia).
- 4 de setembro - Fundação do Sheffield Wednesday Football Club, na cidade de Sheffield (Inglaterra).
- 19 de outubro - Fundação do Chesterfield Football Club, na cidade de Chesterfield (Inglaterra).

### Xadrez
- 4 a 11 de julho - Torneio de xadrez de Paris de 1867, vencido por Ignatz von Kolisch.[1]

## Nascimentos
| Data            | Nome              | Profissão           | Nacionalidade  | Observações | Ref   |
| --------------- | ----------------- | ------------------- | -------------- | ----------- | ----- |
| 13 de fevereiro | Harold Mahony     | tenista             | Irlanda        | m. 1905     | [ 2 ] |
| 29 de março     | Cy Young          | jogador de beisebol | Estados Unidos | m. 1955     | [ 3 ] |
| 10 de dezembro  | Wilberforce Eaves | tenista             | Reino Unido    | m. 1920     | [ 4 ] |

## Mortes
| Data | Nome | Profissão | Nacionalidade | Observações | Ref |
| ---- | ---- | --------- | ------------- | ----------- | --- |